# Comuna Părvomai, Plovdiv
Părvomai (în bulgară Първомай) este o comună în regiunea Plovdiv, Bulgaria, formată din orașul Părvomai și 16 sate. 

## Localități componente

### Orașe
- Părvomai

### Sate
| - Beala Reka - Breagovo - Bukovo - Dobri Dol - Dragoinovo - Dălbok Izvor | - Ezerovo - Gradina - Iskra - Karadjalovo - Krușevo | - Poroina - Pravoslaven - Tatarevo - Vinița - Voden |

## Demografie
Componența etnică a comunei Părvomai
     Romi (5,89%)
     Turci (8,08%)
     Bulgari (79,4%)
     Nicio identificare (6,51%)
     Altele (0,1%)
La recensământul din 2011, populația comunei Părvomai era de 25.883 locuitori. Din punct de vedere etnic, majoritatea locuitorilor (79,4%) erau bulgari, existând și minorități de turci (8,08%) și romi (5,89%). Pentru 6,51% din locuitori nu este cunoscută apartenența etnică.